# Hamdan Al-Shamrani
Hamdan Al-Shamrani (en árabe: حمدان الشمراني‎; Yeda, 14 de diciembre de 1996) es un futbolista saudita que juega en la demarcación de lateral para el Al-Ula F. C. de la Primera División Saudí.

## Selección nacional
Tras jugar en la selección de fútbol sub-20 de Arabia Saudita, y en la sub-23, finalmente hizo su debut con la selección absoluta el 31 de diciembre de 2018 en un encuentro amistoso contra Corea del Sur que finalizó con un resultado de empate a cero.

## Clubes
| Club                     | País           | Año       | Partidos | Goles |
| ------------------------ | -------------- | --------- | -------- | ----- |
| Al-Ahli Saudi F. C.      | Arabia Saudita | 2017-2018 | 12       | 0     |
| Al-Faisaly F. C.         | Arabia Saudita | 2018-2019 | 26       | 3     |
| Al-Ittihad               | Arabia Saudita | 2019-2023 | 101      | 7     |
| Al-Ettifaq Club          | Arabia Saudita | 2023-2024 | 26       | 1     |
| Al-Kholood Club (cedido) | Arabia Saudita | 2024-2025 | 28       | 0     |
| Al-Ula F. C.             | Arabia Saudita | 2025-     |          |       |